# فندق بوفورت آرمز (مونموث)
يُعد فندق بوفورت آرمز الذي يقع في ساحة أجينكورت، (مونموث)، مقاطعة مونموث، جنوب شرق ويلز، فندقاً صغيراً يعود تاريخه إلى بدايات القرن الثامن عشر، فعلى الرغم من أن واجهته حُدّثت بيد المهندس صاحب الإنجازات من بداية العصر الفيكتوري جورج فاوغان مادوكس في ثلاثينيات القرن التاسع عشر، إلا أنّ حجر إفريز على القالب المركزي لا يزال يحتفظ بنقش «ذا بوفورت آرمز». ويُعد الفندق مبنى مُدرج من الدرجة الثانية منذ السابع والعشرين من يونيو من عام 1952.

## وصف الفندق
يقع الفندق، «الأجمل» في الساحة، إلى جانب قاعة شاير، بارتفاع ثلاث طوابق ونصف، وهو ذا خمسة خلجان عرضية. ويحتل خلفيته باحة ممتدة، مع اسطبلات لخيول العربات. كما حُوُّل المبنى من فندق إلى شقق ومحلات في عام 1989. أما الداخلية فقد خضعت لـتبديل كبير خلال التحويل وكل ما بقي من الملامح التاريخية البارزة هو ردهة الدخول، مع الأعمدة الجدارية ذات النظام الإيوني وإنارة السلالم العلوية.

## نبذة
سُمّي فندق (ذا بوفورت آرمز) تيمُناً بدوقات بوفورت، حيث كانت أراضيهم ذات يوم. فوفقاً لـتشارلز هيث في عام 1804، تضمن هذا الفندق في الأصل مبنيين صغيرين، أحدهم تعود ملكيته لجزار والآخر لتاجر حَبْ، وكانت باحة الفندق ساحة للألعاب الرياضية تُدار من قبل السيد باي. وفي باكورة القرن الثامن عشر أصبح السيد جون تيبس المالك بعد وفاة السيد باي وطور الفندق بـباب منزلق كأمارة تمييز. كما أصبح الفندق مهماً بعد بناء قاعة شاير في عام 1724. واكتسب الفندق من خلال نفوذ دوق بوفورت جزءًا من ذلك المبنى الجديد بعد تعديه على ساحة لعب الفندق في عام 1760 . أما الشرفة أسفل المبنى، التي تقابل ساحة أجينكورت، يُزعم أنها كانت تُستخدم من قبل دوقات بوفورت من أجل إلقاء الخُطب أثناء الانتخابات.
قام السيد تيبس ببناء جسر كمعلم جذب إضافي عبر نهر مونو وصمَّم حدائق ترفيه على حقول فوكسهول. كما أن الجسر الحديث الذي يُدخل إليه من قلعة هيل لا يزال معروفاً بـجسر تيبس. وزار جون ويزلي الحدائق في عام 1784، فكتب عنها«أرض مرتفعة قليلاً على أعلاها يقضي أعيان المدينة عادةً المساء في الرقص. وتمتد من هناك في عدة اتجاهات، مُحاطة بالزهور، إحدى هذه الاتجاهات تقود إلى النهر».
أقام الأدميرال هوراشيو نيلسون في الفندق في يوليو من العام 1802، قادما بواسطة قارب على نهر الواي، برفقة السير ويليام والسيدة إيما هاميلتون. وتبعاً لاستقباله المبهج في القرية، وعدَ اللورد نيسلون بحضور وجبة عشاء على شرفه في رحلة عودته من مقاطعة بيمبروك. وهكذا، في التاسع عشر من أغسطس، في الساعة الرابعة مساءً، وفي فندق بيوفورت آرمز جلست الرفقة للاستمتاع بـ«ترفيه سخي....الذي من أجله قدَم سمو دوق بوفوروت أيلاً فاخراً». وبلغ الفندق ذروته في القرن التاسع عشر عندما كانت جولة نهر الواي شائعة وببقاء اللورد نيلسون في الفندق نال الفندق رواجاً. وأصبح فندق بوفورت آرمز فندق القرية البارز مع نقل مباشر إلى لندن من خلال عربات شهيرة مثل«المازيبا» التي، في عام 1830، غادرت الباحة عند الساعة الخامسة فجراً ووصلت شارع ريجينت في الساعة الثامنة مساءاً. وكانت الأجرة 15 شلناً للمغادرة و30 للدخول.
في الآونة الأخيرة، كان الفندق واحداً من ثلاثة فنادق في القرية تابعة لـمنظمة ترست هاوس. وأقامت ذا رولينج ستونز (فرقة روك) في الفندق في سبتمبر من عام 1964 خلال جولتهم في المملكة المتحدة، كما أُرسلت رسالة مكتوبة على ورقة ملاحظات من قبل عازف القيثارة بيل وايمان إلى مُعجب على رأس فندق بوفورت آرمز، ومعها ورقة أخرى تحتوي على تواقيع جميع أعضاء الفرقة، وأُقيم مزاد عليها في مارس من العام 2020. كما أصبح الفندق مملوكاً بشكل خاص وبِيع لاحقاً لمطور الذي قام بدوره بتحويل المباني إلى شُقق ومحلات في عام 1989 وأعاد تسمية الموقع بـساحة بوفورت آرمز. وتُحاط باحة الفندق بـمتاجر ومقاهي عبر الممر المُعد للعربات على ساحة أجينتكورت.
صُورت مشاهد لحلقة من مسلسل الخيال العلمي التفلزيوني دكتور هو بعنوان «الميت المضطرب» عام 2005 في الفناء، والذي نُكّر كـمظهر خارجي لردهة جنازة.